# Nemacystus decipiens
Nemacystus decipiens ist eine Braunalgen-Art aus der Familie der Chordariaceae. In der japanischen Küche wird sie als ito-mozuku bezeichnet und verzehrt. 

## Synonyme
Das Basionym ist Mesogloia decipiens Suringar (1872). Ein homotypisches Synonym ist Cladosiphon decipiens (Suringar) Okamura (1903).

## Beschreibung
Die üblicherweise goldbraunen bis dunkelbraunen, 2–4,5 cm langen Thalli sitzen epiphytisch mit einer kleinen, scheibenförmigen Basis auf verschiedenen Pflanzen, besonders Sargassum (beispielsweise Sargassum patens) und gelegentlich Hydroclathrus. Die Farbe ist abhängig von Alter und Fundort; chinesische Exemplare sind gelbbraun, japanische olivbraun und ältere Exemplare dunkler. Getrocknet sind sie hellbraun. Die an der Basis etwa einen Millimeter dicken, sich nach oben verjüngenden Thalli verzweigen sich unregelmäßig sternförmig und sind gallertartig, schleimig und weich. Von den Hauptachsen zweigen kurze Seitenfäden in variierender Anzahl ab, bei manchen Exemplaren in recht regelmäßigen Abständen von 3 bis 5 Millimetern. Ältere Teile des Stängels werden hohl. Die Rindenschicht besteht aus elliptischen, weichen, eher locker angeordneten Zellen. Nemacystus decipiens wird 10 bis 40 Zentimeter lang.
Die plurilokulären Sporangien sind in einer Reihe angeordnet, fadenförmig und wachsen büschelweise auf sich verzweigenden Stängelchen. Die unilokulären Sporangien sind ungestielt oder mit einem Stängelchen und ellipsenähnlich, eiförmig oder verkehrt-eiförmig. Beide Arten Sporangien lassen sich auf einem Individuum finden, je nach Jahreszeit ist aber meist eine Form vorherrschend.
Im Winter und Frühling wachsen die makroskopischen Sporophyten reichlich. Von März bis Juni bekommen sie unilokuläre und von Dezember bis April plurilokuläre Sporangia.

## Verbreitung und Anbau
Nemacystus decipiens ist weit verbreitet; seine Vorkommen verteilen sich von Hawaii, Queensland, Westaustralien, China, Japan (weitverbreitet in den Präfekturen Akita und Okinawa), Korea, Vietnam, Indien, Pakistan, Saudi-Arabien, Kuwait und Bahrain bis Mauritius und Ägypten. Nemacystus decipiens wächst im Litoral unter der Niedrigwasserlinie an ruhigen Plätzen.
Vor allem in Okinawa wird Nemacystus decipiens seit 1979 an künstlich eingesäten Kulturnetzen nahe Korallenriffen entlang der Küste angebaut. Die optimale Tiefe für die Kultivierung wird auf 2 Meter unter der Niedrigwasserlinie geschätzt. Die Ernte von einem 1,5 mal 20 Meter großen Kulturnetz beläuft sich auf etwa 100 kg Nassgewicht. 1998 lag der Ertrag bei 1500 Tonnen, 2017 bei 800 Tonnen. Damit macht Nemacystus decipiens in Okinawa 5 % der gesamten Mozuku-Produktion aus. Von 1993 bis 2019 hat die Kultivierung 19 Sorten dieser Art hervorgebracht.

## Nutzung und Inhaltsstoffe
In der japanischen Küche wird diese Algenart ito-mozuku oder einfach mozuku genannt und üblicherweise gekocht, mit Salz und Essig mariniert und kalt als Vorspeise, Salat oder mit Sashimi serviert. Zubereitetes Mozuku hat eine weiche, dickflüssige und leicht schleimige Konsistenz.
Nemacystus decipiens enthält Fucoidan, das als antithrombotischer Wirkstoff verwendet werden könnte. Außerdem wurden antioxidative Eigenschaften von Nemacystus decipiens bzw. dem daraus extrahierten Fucoidan nachgewiesen. Für biomedizinische Anwendungen des Fucoidans und eines Extraktes aus Nemacystus decipiens waren 2019 bereits zwei Patente erteilt worden.
Neben Fucoidan enthält der mittels Zugabe von heißem Wasser aus Nemacystus decipiens gewonnene Schleim auch kleinere Mengen von Mannit,  Laminarin, Stickstoff und Alginsäure.